# André Van Lysebeth
André van Lysebeth, né le 11 octobre 1919, à Bruxelles et décédé le 28 janvier 2004 à Perpignan, est un professeur belge de hatha yoga.

## Biographie
André van Lysebeth a acquis ses connaissances durant des séjours en Inde dans l'Âshram de Swami Shivananda à Rishikesh ou celui de Vishwayatan Yogashram à Delhi.
Ses livres présentent le yoga de manière très détaillée en insistant sur les effets de chaque asana. Sans se contenter de donner une description des asanas, André van Lysebeth détaille aussi les maux des occidentaux comme l'insomnie, les erreurs alimentaires, et tente d'y apporter des solutions.
Il cite ce proverbe indien : « une once de pratique vaut mieux qu'une tonne de théories ».